# JSTOR
JSTOR (skraćeno od engl. Journal Storage) je onlajn sistem za arhiviranje akademskih žurnala, osnovan 1995. On omogućuje institucijama članicama pretragu punog teksta digitalizovanih starijih izdanja za nekoliko stotina dobro poznatih žurnala, koja datiraju od 1665. u slučaju žurnala Filozofske transakcije Kraljevskog društva (engl. Philosophical Transactions of the Royal Society). Članstvo JSTOR-a ima preko 7.000 institucija u 159 zemalja.
JSTOR je originalno osnovala Andru V. Melon foundacija, ali je naknadno postao nezavisna, samoodržavajuća neprofitna organizacija sa sedištima u Njujorku i En Arboru, Mičigen. Januara 2009. JSTOR je spojen sa ITHAKA. Ta organizacija je neprofitna organizacija formirana 2003. u cilju pomaganja akademskoj zajednici da u potpunosti iskoristi brz napredak informacionih i mrežnih tehnologija."

## Literatura
- Gauger, Barbara J.; Kacena, Carolyn (2006). „JSTOR usage data and what it can tell us about ourselves: is there predictability based on historical use by libraries of similar size?”. OCLC Systems & Services. 22 (1): 43—55. doi:10.1108/10650750610640801.
- Schonfeld, Roger C. (2003). JSTOR: A History. Princeton, NJ: Princeton University Press. ISBN 0-691-11531-1.
- Seeds, Robert S. (2002). „Impact of a digital archive (JSTOR) on print collection use”. Collection Building. 21 (3): 120—122. doi:10.1108/01604950210434551.

## Spoljašnje veze
- Zvanični veb-sajt